# Kirche Birkenbringhausen

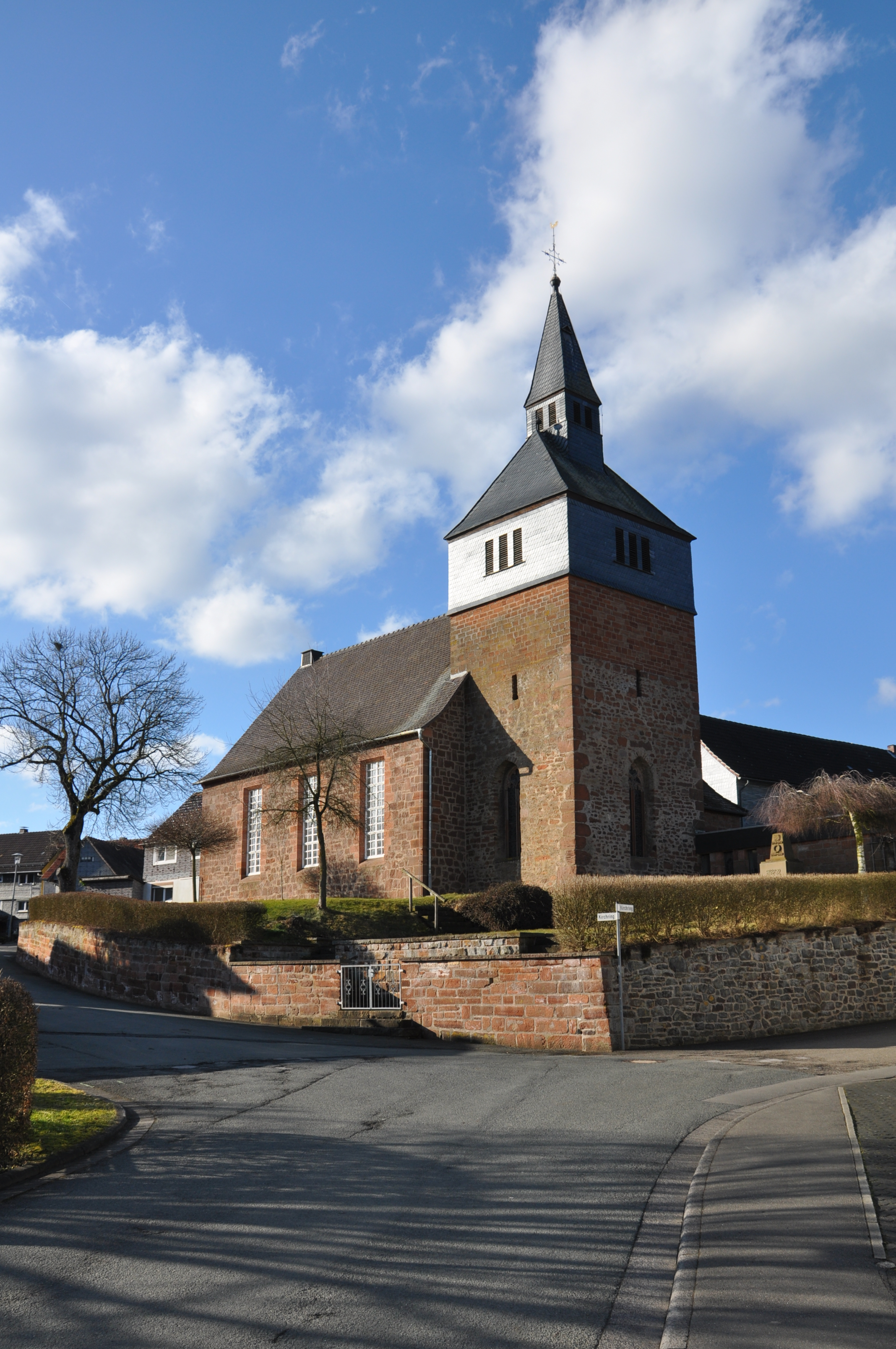
Kirche Birkenbringhausen

Die evangelisch-lutherische Kirche Birkenbringhausen steht in Birkenbringhausen, einem Ortsteil der Gemeinde Burgwald im Landkreis Waldeck-Frankenberg von Hessen. Die Kirchengemeinde gehört zum Kirchenkreis Eder im Sprengel Marburg der Evangelischen Kirche von Kurhessen-Waldeck.

## Beschreibung
Die unteren Geschosse des querrechteckigen gotischen Chorturms sind um 1460/80 erbaut worden. Die Schießscharten weisen ihn als Turm einer ehemaligen Wehrkirche aus. Zeitgleich mit dem Bau des Langhauses 1934–36 nach einem Entwurf von Karl Rumpf wurde der Kirchturm mit Backsteinen und einem schiefergedeckten Holzfachwerk erhöht. Außerdem wurden Maßwerkfenster eingebrochen. Bedeckt wurde der Turm quer mit einem Walmdach, aus dessen Mitte sich ein quadratischer Dachreiter erhebt, auf dem ein hohes Pyramidendach sitzt. Das kreuzrippengewölbte Erdgeschoss des Turms ist in zwei Bauphasen entstanden. Zunächst wurden die Konsolen, dann auf Wandpfeilern das aufsitzende Gewölbe mit gekehlten Gewölberippen und Malteserkreuz im Schlussstein gebaut. Im Chor befindet sich ein Sakramentshaus, das um 1460 entstanden ist. Ein weiteres Sakramentshaus neben dem Haupteingang ist heute vermauert. Im Chorscheitel wurden 1936 von Erhardt Klonk Farbglasfenster geschaffen, die Szenen aus dem Leben Jesu zeigen. Die Orgel wurde 1935 von der Orgelbauerfamilie Vogt gebaut.